# Indywidualne mistrzostwa Oceanii w sidecar speedwayu
Indywidualne mistrzostwa Oceanii w sidecar speedwayu – motocyklowe wyścigi torowe organizowane przez FIM Oceania. Wyłaniają najlepsze załogi (kierowca i pasażer) w sidecar speedwayu. Zawodnicy ścigają się na sidecarach (motocykle z bocznym wózkiem) o pojemność 1000 cm³.

## Medaliści
| 3 rundy                     |
| --------------------------- |
| Gillman Mildura Kurri Kurri |

| 2 rundy        |
| -------------- |
| Gillman Undera |

| 2 rundy        |
| -------------- |
| Undera Gillman |

| 2 rundy                 |
| ----------------------- |
| West Melton Oreti Beach |

| 2 rundy                 |
| ----------------------- |
| West Melton Oreti Beach |

## Klasyfikacja medalowa

### Według zawodników

#### Kierowcy
Stan po sezonie 2025
| Lp. | Zawodnik        | Państwo       | Lata      | Złoto | Srebro | Brąz | Razem | Pasażerowie                                            |
| --- | --------------- | ------------- | --------- | ----- | ------ | ---- | ----- | ------------------------------------------------------ |
| 1.  | Mark Plaisted   | Australia     | 2013–2025 | 4     | 1      | 2    | 7     | B. Anthony (1-1-0) D. Ristromm (0-0-1) B. Pitt (3-0-1) |
| 2.  | Darrin Treloar  | Australia     | 2013–2024 | 3     | 2      | 1    | 6     | B. Cox (2-2-1) J. Headland (1-0-0)                     |
| 3.  | Warren Monson   | Australia     | 2015–2019 | 2     | –      | 1    | 3     | M. Morgan (0-0-1) A. Summerhayes (2-0-0)               |
| 4.  | James Douglas   | Nowa Zelandia | 2023      | 1     | –      | –    | 1     | H. Biddle                                              |
| 5.  | Andrew Buchanan | Nowa Zelandia | 2017–2018 | –     | 2      | –    | 2     | D. Cox                                                 |
| 6.  | Trent Headland  | Australia     | 2016–2024 | –     | 1      | 1    | 2     | D. Whetstone (0-1-0) A. Cottrell (0-0-1)               |
| 7.  | Brodie Cohen    | Australia     | 2019      | –     | 1      | –    | 1     | D. Egan                                                |
| 7.  | Damien Niesche  | Australia     | 2021      | –     | 1      | –    | 1     | M. Spear                                               |
| 7.  | Paul Humphrey   | Nowa Zelandia | 2023      | –     | 1      | –    | 1     | C. Chatfield                                           |
| 7.  | Tyler Moon      | Australia     | 2025      | –     | 1      | –    | 1     | A. Lovell                                              |
| 11. | Mick Headland   | Australia     | 2013–2021 | –     | –      | 2    | 2     | P. Waters (0-0-1) B. Kerr (0-0-1)                      |
| 12. | Mark Mitchell   | Australia     | 2018      | –     | –      | 1    | 1     | T. Carter                                              |
| 12. | Jamie Moohan    | Nowa Zelandia | 2023      | –     | –      | 1    | 1     | P. Larsen                                              |
| 12. | Kym Menadue     | Australia     | 2025      | –     | –      | 1    | 1     | S. Dolan                                               |

#### Pasażerowie
Stan po sezonie 2025
| Lp. | Zawodnik           | Państwo         | Lata      | Złoto | Srebro | Brąz | Razem | Kierowcy    |
| --- | ------------------ | --------------- | --------- | ----- | ------ | ---- | ----- | ----------- |
| 1.  | Ben Pitt           | Australia       | 2019–2025 | 3     | –      | 1    | 4     | M. Plaisted |
| 2.  | Blake Cox          | Australia       | 2013–2024 | 2     | 2      | 1    | 5     | D. Treloar  |
| 3.  | Andrew Summerhayes | Australia       | 2017–2019 | 2     | –      | –    | 2     | W. Monson   |
| 4.  | Brian Anthony      | Australia       | 2013–2015 | 1     | 1      | –    | 2     | M. Plaisted |
| 5.  | Jesse Headland     | Australia       | 2018      | 1     | –      | –    | 1     | D. Treloar  |
| 5.  | Harley Biddle      | Nowa Zelandia   | 2023      | 1     | –      | –    | 1     | J. Douglas  |
| 7.  | Denny Cox          | Australia       | 2017–2018 | –     | 2      | –    | 2     | A. Buchanan |
| 8.  | Daz Whetstone      | Wielka Brytania | 2016      | –     | 1      | –    | 1     | T. Headland |
| 8.  | Damian Egan        | Australia       | 2019      | –     | 1      | –    | 1     | B. Cohen    |
| 8.  | Mitch Spear        | Australia       | 2021      | –     | 1      | –    | 1     | D. Niesche  |
| 8.  | Chris Chatfield    | Nowa Zelandia   | 2023      | –     | 1      | –    | 1     | P. Humphrey |
| 8.  | Adam Lovell        | Australia       | 2025      | –     | 1      | –    | 1     | T. Moon     |
| 13. | Paul Waters        | Australia       | 2013      | –     | –      | 1    | 1     | M. Headland |
| 13. | Matt Morgan        | Australia       | 2015      | –     | –      | 1    | 1     | W. Monson   |
| 13. | Darcy Ristromm     | Australia       | 2016      | –     | –      | 1    | 1     | M. Plaisted |
| 13. | Tony Carter        | Australia       | 2018      | –     | –      | 1    | 1     | M. Mitchell |
| 13. | Brent Kerr         | Australia       | 2021      | –     | –      | 1    | 1     | M. Headland |
| 13. | Patrick Larsen     | Nowa Zelandia   | 2023      | –     | –      | 1    | 1     | J. Moohan   |
| 13. | April Cottrell     | Australia       | 2024      | –     | –      | 1    | 1     | T. Headland |
| 13. | Shane Dolan        | Australia       | 2025      | –     | –      | 1    | 1     | K. Menadue  |

### Według państw

#### Kierowcy
Stan po sezonie 2025
| Lp. | Państwo       | Złoto | Srebro | Brąz | Razem |
| --- | ------------- | ----- | ------ | ---- | ----- |
| 1.  | Australia     | 9     | 7      | 9    | 25    |
| 2.  | Nowa Zelandia | 1     | 3      | 1    | 5     |

#### Pasażerowie
Stan po sezonie 2025
| Lp. | Państwo         | Złoto | Srebro | Brąz | Razem |
| --- | --------------- | ----- | ------ | ---- | ----- |
| 1.  | Australia       | 9     | 8      | 9    | 26    |
| 2.  | Nowa Zelandia   | 1     | 1      | 1    | 3     |
| 3.  | Wielka Brytania | –     | 1      | –    | 1     |